# 替莫唑胺
替莫唑胺（英语：Temozolomide，简称：TMZ）是一种口服化疗药物（屬於烷基化剂），在商品名帝盟多（英语：Temodar）等下贩售，用于治疗某些脑癌，如成人恶性神经胶质瘤和恶性黑色素瘤。该药物由英國伯明翰阿斯顿大学的教授马尔寇姆史蒂文斯帶領的团队研發成功。它自1999年8月在美国上市以来便可购得，2000年以後開始在其他国家上市。

## 副作用
Temozolomide 常見的副作用包括噁心、嘔吐、食慾不振、疲倦以及便秘。骨髓抑制是最重要且需密切監控的不良反應之一，可能導致白血球、紅血球或血小板的數量下降（如中性球減少症、貧血、血小板減少症），進而增加感染與出血風險。
部分患者可能出現較嚴重的副作用，包括：
- 嚴重的骨髓抑制，導致發燒性中性球減少症；
- 肺炎或肺部纖維化；
- 肝功能異常；
- 中樞神經系統毒性反應（如頭痛、嗜睡或癲癇發作）；
- 罕見但嚴重的致命性血液學毒性[5]。

為預防感染，特別是在同步放射治療期間，部分高風險患者建議使用預防性抗生素，以降低罹患肺囊蟲性肺炎（Pneumocystis jirovecii pneumonia）的風險。
副作用的發生率與劑量有關，治療期間應定期監測血液學指標與肝腎功能，必要時調整劑量或暫停用藥。